# Guyandotte River
Der Guyandotte River ist ein 267 Kilometer langer linker Nebenfluss des Ohio River im US-Bundesstaat West Virginia. Der Fluss entwässert einen Teil des Allegheny Plateaus zwischen den Einzugsgebieten des Kanawha River im Nordosten und des Twelvepole Creek sowie des Big Sandy River im Südwesten.

## Verlauf
Der Guyandotte River entsteht durch den Zusammenfluss von Winding Gulf und Devils Fork bei Amigo auf der Grenze der Countys Raleigh und Wyoming. Er fließt anfangs in westliche Richtung durch die Countys Wyoming und Mingo, wo er zum R. D. Bailey Lake gestaut wird. Hier macht er zuerst einen Bogen Richtung Norden, um nur wenig später im Logan County seine Richtung erneut zu wechseln. Er fließt nun nordwestwärts durch die Countys Lincoln und Cabell, wo er 8 km westlich der Downtown von Huntington in den Ohio River mündet.
Die wichtigsten Nebenflüsse sind der Mud River bei Barboursville, der Slab Fork in der Downtown von Mullens sowie der Big Ugly Creek im Lincoln County.

## Namen
Der Fluss wurde nach dem französischen Begriff für die Wyandot-Indianer benannt.
Nach den Angaben im Geographic Names Information System des United States Geological Survey war der Guyandotte River unter mehreren anderen Namen bekannt:
- Arbuckles River
- Big Laurel Fork
- Guiandotte River
- Guyan Dot River
- Guyan Dott River
- Guyan River
- Guyandates Creek
- Guyandot Creek
- Guyandot River
- Guyandott River
- La-ke-we-ke-ton
- Little Guiandot
- Se-co-ne
- Se-co-nee
- Secone
- Seconec